# Alnasi
Alnasi (oroszul: Алнаши, udmurt nyelven Алнаш) falu Oroszországban, Udmurtföldön, az Alnasi járás székhelye.
Lakossága: 6303 fő (a 2010. évi népszámláláskor).

## Fekvése
Udmurtföld déli részén, Izsevszktől 128 km-re délnyugatra, a Tojma és az Alnaska folyók találkozásánál fekszik. A falun át vezet a Mozsgán keresztül Izsevszk felé tartó M-7-es autóút. Az azonos nevű vasútállomás 12 km-re van, a Mengyelejevszk–Malaja Purga–Izsevszk vonalon.
A falutól kb. 20 km-re található a gyógyvizéről és gyógyiszapjáról híres Varzi-Jatcsi szanatórium, több mint 125 éve ismert gyógyhely.

## Története
Első, fából készült templomát 1763-ban emelték és szentelték fel. Helyette a 19. század első harmadában kőtemplom épült. Az első iskolában bő száz évvel később, 1867-ben kezdték meg a tanítást. 
1929-ben a falu az akkor létrehozott Alnasi járás székhelye lett. Ezt a járást tartják a „legudmurtabb”-nak a köztársaságban.